# The World Is Not Enough

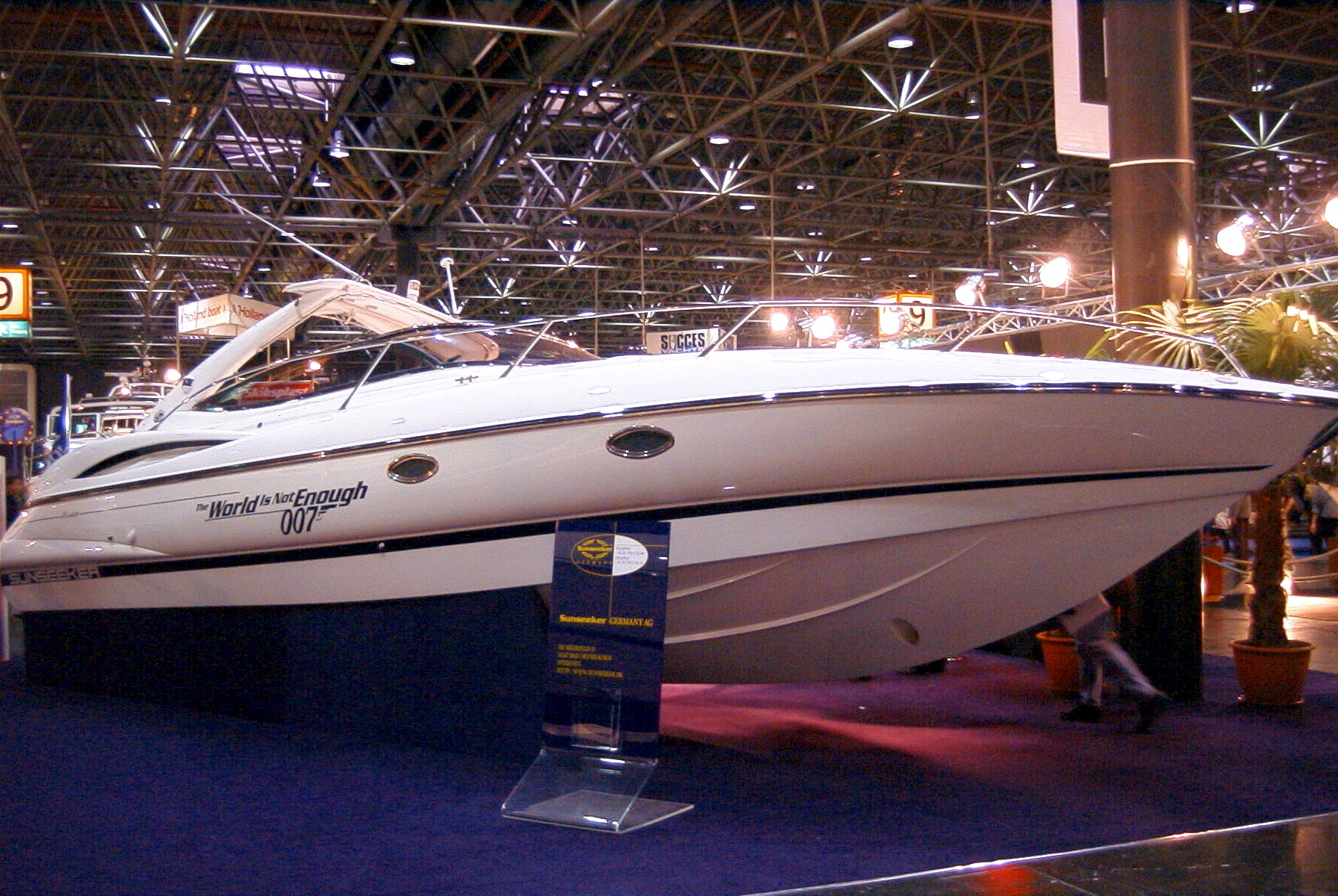
Jacht, gebruikt in The World is Not Enough

The World Is Not Enough is de negentiende James Bondfilm geproduceerd door EON Productions, geregisseerd door Michael Apted en met Pierce Brosnan in de hoofdrol. De film is uitgebracht in 1999. Het is de laatste film met Desmond Llewelyn als Q.

## Verhaal
James Bond haalt in opdracht van Sir Robert King een geldkoffer op bij een Zwitserse bankier in Bilbao; hierbij wordt hij in de val gelokt, Bond ontsnapt en brengt de koffer terug naar het MI6-Hoofdkwartier in Londen.
Sir Robert King, een persoonlijke vriend van M (Judi Dench), is een oliemagnaat die op het punt staat een nieuwe oliepijplijn te openen. De geldkoffer blijkt echter een bom te bevatten en King komt om het leven.
MI6 ontdekt dat de terrorist Renard (Robert Carlyle) achter de aanslag zit. M heeft ooit een executiebevel tegen Renard uitgevaardigd. Renard heeft als gevolg van de aanslag een kogel in zijn hoofd, die hem langzaam maar zeker zal doden maar die hem ook ongevoelig maakt voor pijn.
Bond krijgt nu de opdracht de dochter van Sir Robert, Elektra King (Sophie Marceau) te beschermen; zij is vroeger reeds ontvoerd door Renard.
Elektra is vastbesloten het werk van haar vader voort te zetten. Bond reist af naar Bakoe en merkt dat Elektra aan alle kanten belaagd wordt. Bond en Elektra overleven een aanslag door parahawks (een hybride voertuig: deels paraglider, deels sneeuwscooter). In het casino ontmoet Bond een oude bekende, ex-KGB agent Valentin Zukovski (Robbie Coltrane), Elektra vergokt in enkele minuten een fortuin in het casino van Zukovski.
Ook de eigen beveiligingsdienst van Elektra King blijkt gecorrumpeerd. Door de plaats in te nemen van een beveiligingsagent die voor Renard werkt, wordt Bond ingeschakeld in een plan dat Renard heeft opgezet om een kernkop te stelen.
In Kazachstan ontmoet hij atoomgeleerde dr. Christmas Jones (Denise Richards), die toezicht houdt op het ontmantelen van nucleair materiaal. Bond en Jones komen net te laat en Renard weet met een nucleaire raket te ontsnappen. Terug in Bakoe kunnen Bond en Jones de raket lokaliseren in een gedeelte van Elektra King`s pijplijn. Bond en Jones trekken eropuit om de bom te onschadelijk te maken, maar Jones merkt dat slechts de helft van de splijtstof aanwezig is. Ze slagen erin de nucleaire lading te ontmantelen, maar laten de ontstekingslading toch ontploffen.
Elektra, die nu denkt dat Bond dood is, laat haar ware gezicht zien. Ze neemt het M. kwalijk dat die haar vader ooit adviseerde haar losgeld niet te betalen; bovendien lijdt ze aan het stockholmsyndroom. Elektra neemt M. op haar beurt in gijzeling.
Door Valentin onder druk te zetten komen Bond en Jones erachter dat Elektra en Renard het plan hebben bedacht om een Russische kernonderzeeër te laten ontploffen in de haven van Istanboel om zo de haven radioactief te besmetten. Hierdoor zal al het scheepvaartverkeer (met name de olietankers) stil komen te liggen en moet alle olie uit Rusland via de pijplijn van Elektra King getransporteerd worden.
Bond wordt gevangen door Elektra die hem op een middeleeuws martelwerktuig (garotte) plaatst. Valentin Zukovski helpt Bond te ontsnappen en het komt tot een confrontatie tussen Bond en Elektra. Bond heeft geen andere keuze dan Elektra te doden. Tijdens het eindspel op de kernonderzeeër vindt ook Renard de dood. Bond en Jones ontsnappen door de torpedobuis naar de oppervlakte en worden opgepikt door een passerende boot.
Terug op MI6 zoekt het personeel naar Bond en Jones. Met het nieuwe lichaamssensor gadget vinden ze hen in Istanbul. R schakelt snel het apparaat uit en liegt tegen M door te zeggen dat het een fout is die waarschijnlijk is veroorzaakt door een voorbarige vorm van de " Millennium Bug " die zal optreden in 2000.

## Oorsprong titel
De spreuk Non sufficit orbis (The World Is Not Enough ) was in het werkelijke leven het familiemotto van Sir Thomas Bond (ca. 1620–1685), een Brits landeigenaar en baronet, en werd als motto geleend door Ian Fleming voor On Her Majesty's Secret Service. De titel van film was een referentie hiernaar.

## Filmlocaties
- Kasteel Eilean Donan, Schotland
- Kazachstan
- Londen, Engeland
- Pinewood Studio's in Londen, Engeland
- Millennium Dome in Londen, England
- de rivier de Theems in Londen, Engeland
- Wapping in Londen, Engeland
- Bakoe, Azerbeidzjan
- Natuurpark Bardenas Reales in de streek van Navarra, Spanje
- Bilbao, Spanje
- Guggenheim Museum in Bilbao, Spanje
- Chamonix-Mont-Blanc, Frankrijk
- Cwm Dyli pijplijn in Snowdon, Gwynedd, Wales
- Hankley Common, Elstead in Surrey, Engeland, (pijplijn explosie)
- Kız Kulesi of de Leandertoren in Istanboel, Turkije
- Kyle of Lochalsh, Schotland
- Motorolafabriek in Swindon, Wiltshire, Engeland (Olieraffinaderij)
- Stowe School in Buckingham, Buckinghamshire, Verenigd Koninkrijk
- HMNB Chatham in Chatham, Kent, Verenigd Koninkrijk

## Rolverdeling
| Acteur                 | Personage                 |
| ---------------------- | ------------------------- |
| Pierce Brosnan         | James Bond                |
| Samantha Bond          | Miss Moneypenny           |
| Desmond Llewelyn       | Q                         |
| Judi Dench             | M                         |
| Sophie Marceau         | Elektra King              |
| Robert Carlyle         | Renard                    |
| Denise Richards        | Christmas Jones           |
| John Seru              | Gabor                     |
| Goldie                 | Mr. Bullion               |
| Michael Kitchen        | Bill Tanner               |
| John Cleese            | R                         |
| Robbie Coltrane        | Valentin Dmitrov Zukovsky |
| Colin Salmon           | Charles Robinson          |
| Serena Scott Thomas    | Dr. Molly Warmflash       |
| Maria Grazia Cucinotta | Jonge vrouw met sigaar    |
| Ulrich Thomsen         | Davidov                   |
| Claude-Oliver Rudolph  | Kolonel Akakievich        |
| David Calder           | Sir Robert King           |

## Muziek
De originele filmmuziek werd gecomponeerd door David Arnold en op de officiële soundtrackalbum hebben ook Garbage (titelsong), Natacha Atlas en Scott Walker meegewerkt.

## Ontvangst
The World Is Not Enough ging op 9 november 1999 in première in de VS en op 1 december 1999 in België. Om James Bond opnieuw te lanceren bij een jonger publiek zette MGM een nooit geziene promotiecampagne op in samenwerking met MTV. Deze zender programmeerde wereldwijd meer dan 100 uur Bondgerelateerde shows gepresenteerd door Denise Richards.
Ook de beslissing om de titelsong te laten vertolken door de alternatieve rock band Garbage paste in deze strategie.
De reactie op de film waren gemengd, de kritieken betroffen vooral het scenario ('verwarrend') en Denise Richards, die in 2000 een Razzie Award voor slechtste vrouwelijke bijrol mocht gaan ophalen.

## Trivia
- Dit is de laatste Bondfilm met Desmond Llewelyn als Q. Llewelyn overleed op 19 december 1999 aan de gevolgen van een auto-ongeluk. De ironie wil dat Bond en Q in deze film een gesprek voeren over Q's plannen om met pensioen te gaan.
- Valentin Zukovsky, gespeeld door Robbie Coltrane keert in deze film terug, nadat hij eerder verschenen was in GoldenEye.
- Deze Bondfilm had tot 'No Time To Die' de langste "pre-title" (gedeelte voor de openingstitels) van allemaal.
- De titel van de film staat ook op het wapen van de familie Bond. Dit is te zien in de film On Her Majesty's Secret Service.
- Oorspronkelijk komt de Aston Martin DB5 voor in de film. Die scène is later verwijderd uit de film.
- Het is nooit duidelijk geweest of Valentin Zukovsky dood is gegaan. In een scène is te zien dat Bond Zukovsky probeert te reanimeren, maar deze scène is uit de film geknipt.
- In het gelijknamige boek van Raymond Benson kreeg het sigaren meisje een naam  Giulietta da Vinci, en hield de deleted scène tussen haar en Renard wel in het boek.
- Jan Decleir weigerde de rol van Renard wegens theaterverplichtingen.
- Samen met From Russia with Love is dit een van de zeldzame Bondfilms waarin een vrouw de hoofdschurk is.

## Citaten
Ook in deze film debiteert James Bond regelmatig dubbelzinnigheden:
[Wanneer de secretaresse van de Zwitserse bankier een rapport overhandigd:]
Cigar Girl: Would you like to check my figures ?
James Bond: Oh, I'm sure they're perfectly rounded.
Miss Moneypenny: James! Have you brought me a souvenir from your trip? Chocolates? An engagement ring?
James Bond: I thought you might enjoy one of these.
[geeft Moneypenny een sigarenkoker]
Miss Moneypenny: How romantic. I know exactly where to put that.
[mikt de sigarenkoker in de prullenmand]
James Bond: Moneypenny, the story of our relationship: close, but no cigar.
James Bond: [in bed met Christmas Jones] I was wrong about you.
Dr. Christmas Jones: Yeah, how so?
James Bond: I thought Christmas only comes once a year.